# Épaux-Bézu
Épaux-Bézu es una comuna francesa situada en el departamento de Aisne, de la región de Alta Francia.

## Geografía
Épaux-Bézu está situada a orillas del río Clignon, a 8 km al noroeste de Château-Thierry.

## Demografía
| 333 | 316 | 276 | 334 | 433 | 534 | 577 | 563 |
| Para los censos de 1962 a 1999 la población legal corresponde a la población sin duplicidades (Fuente: INSEE [Consultar]) |     |     |     |     |     |     |     |